# Christopher Holmboe
Christopher Andreas Holmboe, född den 19 mars 1796 i Valders, död den 2 april 1882, var en norsk språkforskare, sonson till Otto Holmboe, bror till Bernt Michael Holmboe.
Holmboe blev student 1814 och avlade teologisk ämbetsexamen 1818. Därefter ägnade han sig åt studiet av österländska språk och höll från 1820 föreläsningar i hebreiska vid universitetet. Åren 1821–22 studerade han i Paris arabiska och persiska under Silvestre de Sacy samt nyarabiska under Caussin de Perceval. År 1822 blev han lektor och 1825 professor i österländska språk vid Kristiania universitet. Från 1830 var han styresman för universitetets mynt- och medaljkabinett, vilket han, tillsammans med F.L. Vibe och L.C.M. Aubert, grundlagt. År 1876 tog han avsked från professuren. Holmboe var medlem av flera kommittéer för undervisningsväsendets ordnande och utgav (1834–40) band 1–3 av "Norske universitets- og skoleannaler". Många av hans avhandlingar finns tryckta i Kristiania videnskabsselskabs handlingar. Även till åtskilliga utländska vetenskapliga tidskrifter lämnade han bidrag. 
Bland hans särskilt utgivna arbeten märks Bibelsk geographie (1828), Descriptio ornamentorum maximam partem aureorum et numorum in parochia Eger anno 1834 repertorum (1835), De numis MD medii ævi, in Norvegia nuper repertis (1836–37), De prisca re monetaria Norvegiæ et de numis seculi duodecimi nuper repertis (1841; 2:a upplagan 1854), Das älteste münzwesen Norwegens bis gegen ende des 14:ten jahrhunderts (1846), Sanskrit og oldnorsk, en sammenlignende afhandling (samma år), Det oldnorske verbum (1848), Om pronomen relativum og nogle relative conjunctioner i vort oldsprog (1850), Det norske sprogs væsentligste ordforraad, sammenlignet med sanskrit og andre sprog af samme æt. Bidrag til en norsk etymologisk ordbog (1852), Norsk og keltisk. Om det norske og keltiske sprogs indbyrdes laan (1854), Traces de buddhisme en Norvège avant l’introduction du christianisme (1857), Norske vægtlodder fra fjortende aarhundrede (1863) och Bibelsk realordbog (1868).